# Super Sport
Super Sport (SS) je speciální výkonnostní balíček, který nabízí automobilka Chevrolet pro některé své typy aut. Poprvé byl balíček k dispozici v roce 1961 na voze Impala. Některé další modely s označením SS jsou Camaro, Chevelle, El Camino, Monte Carlo a Nova. Aktuální modely jsou vyrobeny z GM Performance Division. General Motors Company s australskou pobočku Holden také nabídl balíček SS na některých svých vozidlech. Commodore SS je sedan, zatímco Ute SS je dvoudveřové kupé.

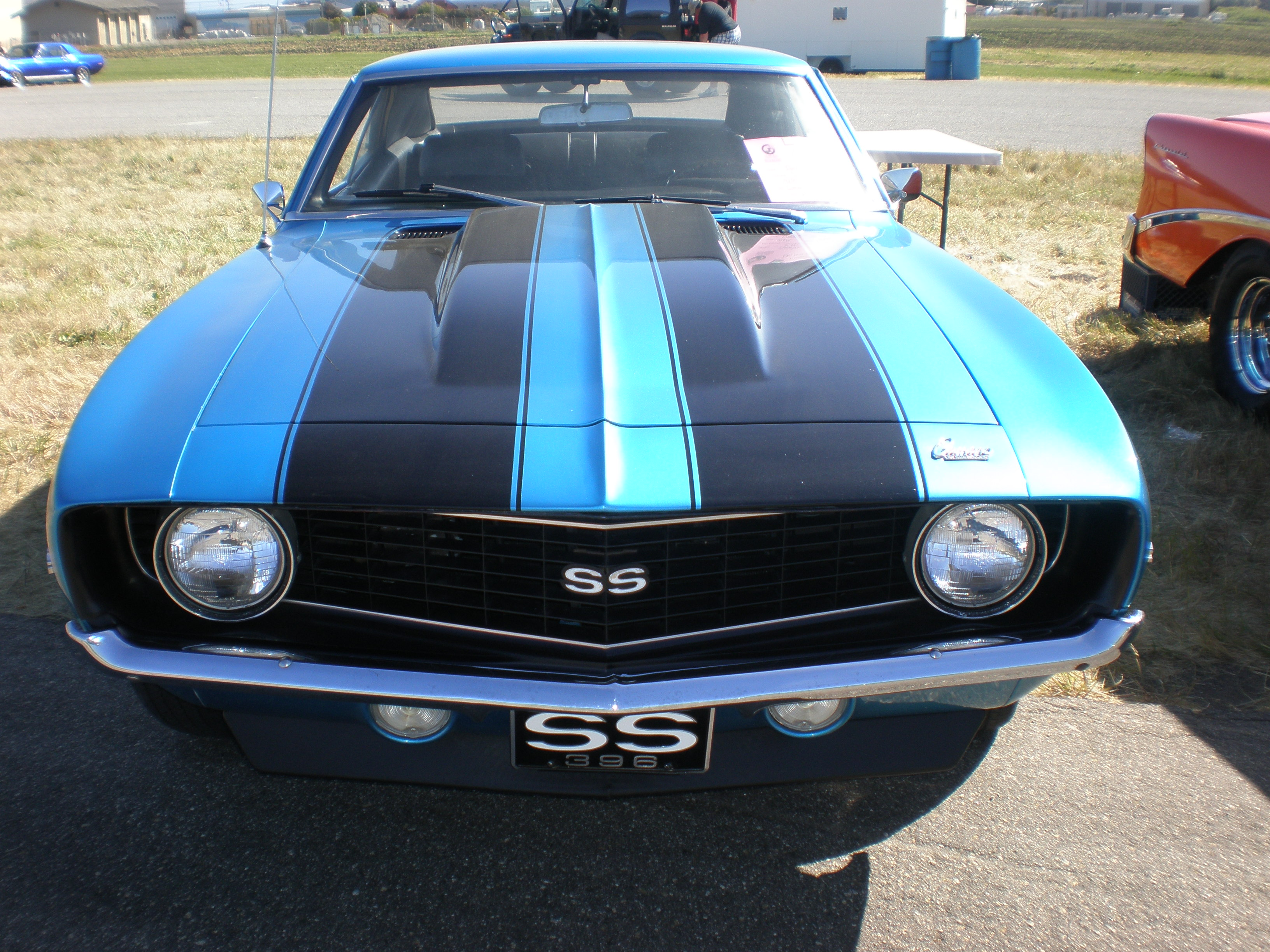
Chevrolet Camaro SS

## Historie
V roce 1961 byl SS "kit" nabídnut na jakoukoliv Impalu za pouhých 53,80 dolarů. Balíček zahrnoval Super Sport úpravu pro interiér a exteriér, zesílení podvozku, tvrdší pružiny a tlumiče, výkonnější brzdy, kuželové kryty kol a nízkoprofilové, běloboké pneumatiky. Vůz na přístrojovou desku získal ruční brzdu ve stylu Corvette a na sloupek řízení 7000-RPM otáčkoměr. Chevrolet ten rok vyrobil 491 000 Impal, z čehož 453 bylo s balíčkem SS.
Balíček SS do Impaly se znovu připomněl roku 1994, kdy byl znovu v nabídce. Super Sport balíček byl k dispozici pouze na dvoudveřové osobní automobily. Od té doby byl balíček SS použit na různých vozech GM, včetně dodávek, čtyřdveřových sedanech a automobilů s pohodnem předních kol. Supersport balíček obvykle obsahuje vysoce výkonné pneumatiky a zvýšený výkon motoru spolu s řadou dalších vylepšení.

## SS Modely

### Aktuální modely SS
Chevrolet HHR - 2,0 L (120 cu in) přeplňovaný Ecotec LNF I4 s výkonem 260 koní (194 kW)
Chevrolet Camaro - 6,2 l (380 cu in) LS3 V8 s výkonem 426 koní (318 kW)
Chevrolet Caprice - 6,0 L (370 cu in) L98 V8 s výkonem 360 koní (268 kW) (Střední východ trh)
Chevrolet Lumina - 6,0 L (370 cu in) L98 V8 s výkonem 360 koní (268 kW) (Střední východ trh)
Chevrolet Astra na trhu v Jižní Americe
Chevrolet Corsa na trhu v Jižní Americe- Brazílie
Chevrolet Merivana trhu v Jižní Americe- Brazílie
Předchozí modely SS

### Auta

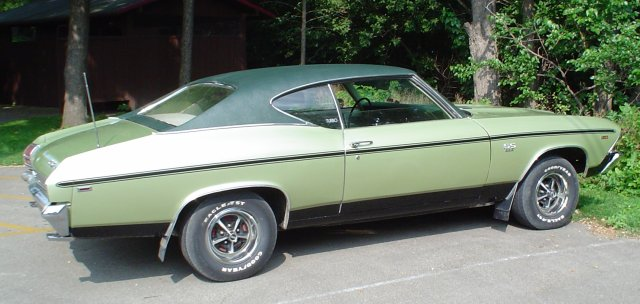
Chevelle SS

Chevrolet Cobalt - 2,0 L (120 cu in) přeplňovaný Ecotec LNF I4 s výkonem 260 hp (194 kW) 2008 - 2010 (4 dveře, 2009 pouze) 
Chevrolet Cobalt - 2,0 L (120 cu in) přeplňovaný Ecotec LSJ I4 s výkonem 205 hp (153 kW) 2005 - 2007
Chevrolet Cobalt - 2,4 L (150 cu in) Ecotec LE5 I4 s výkonem 171 hp (128 kW)
Chevrolet Impala 1961-1969, 1994-1996, 2004-2009
Chevrolet Malibu / Malibu Maxx 2006-2007
Chevrolet Chevelle 1964-1973
Chevrolet Camaro 1967-2002, 2010 -
Chevrolet El Camino 1968-1987
Chevrolet Nova 1963-1976 (také známý jako Chevy II)
Chevrolet Monte Carlo 1970-1971, 1983-1988, 2000-2007
Chevrolet Opala 4,1 L (250 cu v), 250-S I6 s výkonem 171 hp (128 kW) 1971-1980 - Brazílie
Chevrolet Opala 2,5 L (150 cu v), 151-S I4 s výkonem 98 hp (73 kW) 1971 - 1980 - Brazílie
Acadian kanadský trh Nova (není označen jako Chevrolet a Pontiac, podobné v Beaumont line)

### Nákladní
Chevrolet 454 SS 1990-1993
Chevrolet S10 Cameo 1989-1991
Chevrolet S10 SS 1994-1998
Chevrolet S10 Xtreme síly
Chevrolet S10 Hugger
Chevrolet S10 Xtreme 1994-2003
Chevrolet Colorado Xtreme 2004-dosud
Chevrolet SSR - 6,0 L (370 cu in) LS2 V8
Chevrolet Silverado SS
Chevrolet Silverado SS Intimidator
Chevrolet Trailblazer - 6,0 L (370 cu in) LS2 V8 2006-2009

### Jihoafrický trh
Pro krátké časové období se objevilo v roce 1970 auto Holden Monaro na bázi modelu "Chevrolet SS", které má podobný design, velikost a řízení jak Nova SS, které bylo k dispozici v Jižní Africe. Na rozdíl od Novy, bylo postaveno jako hardtop, bez pevných # 2 a B-sloupků, nebo rámečků kolem dveřních skel.